# Samuel Scheidt
Samuel Scheidt (Halle an der Saale, 1587. november 4. – Halle an der Saale, 1654. március 24.) német barokk zeneszerző.

## Élete
Halléban született, tanulmányait pedig Amszterdamban Jan Pieterszoon Sweelincknél végezte. 1609-ben Keresztély Vilmos brandenburgi őrgróf hívott őt Halleba, ahol udvari orgonista lett. 1618-ban Eislebenben majd 1619-ben Bayreuthben volt. Később visszatért szülővárosába. Orgonadarabok, kórusművek, és énekes tánczenék maradtak utána.
1627-ben Helena Magdalena Kellert feleségül vett. Scheidt elvesztette teljes vagyonát a harmincéves háború miatt, és halála után koldustemetést kapott.

## Művei
- Cantiones sacrae (1620)
- Ludi Musici (1621)
- Tabulatura nova I-III (1624)

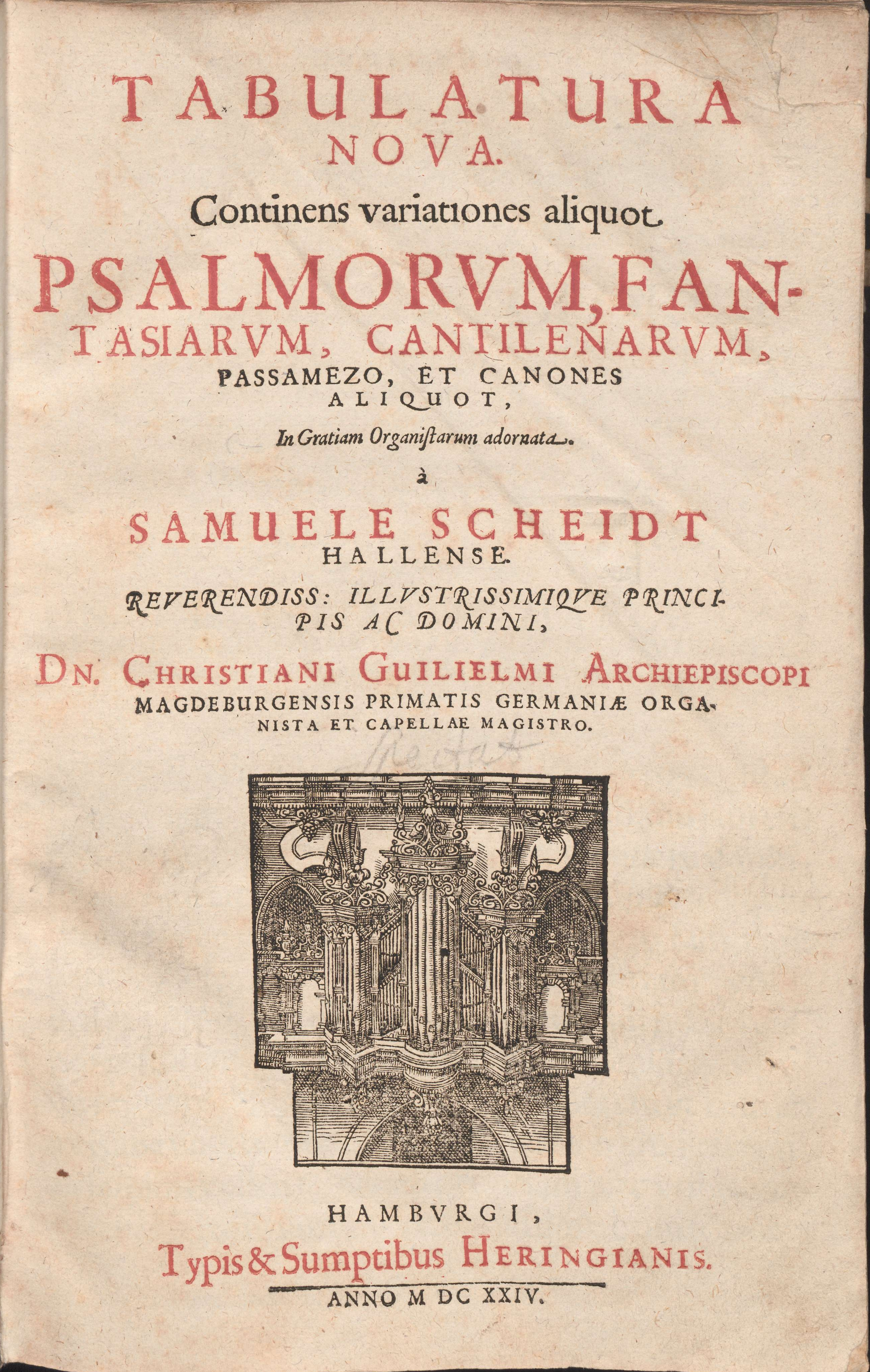
A Tabulatura nova címlapja

- Geistliche Konzerte Teil I (1631)
- Geistliche Konzerte Teil II (1634)
- Geistliche Konzerte Teil III (1635)
- Liebliche Kraftblümlein (1635)
- Geistliche Konzerte Teil IV (1640)
- LXX Symphonias (1644)
- Görlitzer Tabulaturbuch (1650)